# Stato fantoccio

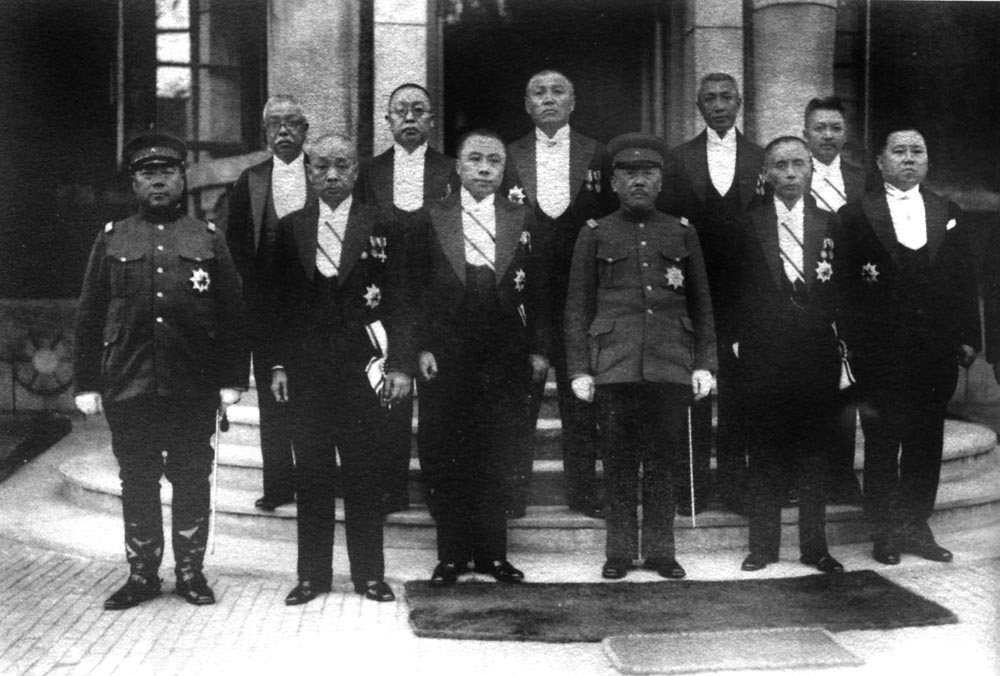
Politici, ministri e alti dignitari del Manciukuò, Stato fantoccio dell'Impero giapponese durante la seconda guerra mondiale

Uno Stato fantoccio, a volte anche governo fantoccio, è una forma di governo che, anche se formalmente appartiene alla cultura del popolo governato, in realtà deve la sua esistenza a un'entità più potente, di solito uno Stato estero, che la controlla, l'appoggia e la difende.

## Storia

### Antichità
Era pratica usuale della Repubblica romana prima, e dell'Impero romano poi, quella di mantenere formalmente in carica i governanti dei Regni che si sottomettessero volontariamente al potere di Roma, anziché andare allo scontro bellico. Ricordiamo ad esempio:
- la Giudea al tempo di Erode, vassallo dell'Impero romano;[4]
- l'Armenia, vassallo dell'Impero romano.[5]

Ma già in precedenza altri grandi imperi avevano optato per forme più moderate di dominio sulle loro conquiste più lontane:
- la Nubia, controllata dall'Antico Egitto;
- la Macedonia, vassallo dell'Impero persiano e dell'Impero romano.

### Medioevo
- il Principato di Transilvania, vassallo del Regno d'Ungheria e dell'Impero ottomano;
- la Repubblica di Ragusa, vassallo del Regno d'Ungheria e dell'Impero ottomano.[6]
- regno di Edoardo Balliol sulla Scozia per conto dell’Inghilterra.

### Ottocento
Altri esempi ottocenteschi possono essere considerati:
- il Secondo Impero messicano, controllato dalla Francia Napoleonica (Secondo Impero francese);[7]
- i principati di Valacchia e Moldavia, controllati dall'Impero ottomano e dall'Impero russo;[8]
- l'Honduras sotto il controllo del Guatemala dal 1876 al 1891.

### La prima guerra mondiale
- Ducato Baltico Unito[9]
- Regno di Lituania[10] Dopo la sconfitta della Russia e le cessioni territoriali del Trattato di Brest-Litovsk, i tedeschi stabilirono un regno lituano. Tuttavia divenne una repubblica indipendente con la sconfitta della Germania.
- Ducato di Curlandia e Semigallia[11] Nel 1915 le forze imperiali tedesche occuparono il Governatorato della Curlandia russa e con il Trattato di Brest-Litovsk che pose fine alla guerra a est, i tedeschi etnici baltici locali stabilirono un Ducato sotto la corona tedesca da quella parte dell'Ober Ost, con un ritorno comune di amministrazione civile a favore di quella militare. Questo stato fu rapidamente fuso ai territori occupati dai tedeschi dell'Impero russo in Livonia ed Estonia, in un Ducato baltico unito multietnico.
- Repubblica popolare bielorussa[12]
- Repubblica democratica di Georgia[13]
- Regno di Polonia[14] Le forze degli imperi centrali occuparono il Congresso russo della Polonia nel 1915 e nel 1916 l'Impero tedesco e l'Austria-Ungheria crearono una monarchia polacca per sfruttare i territori occupati in un modo più semplice e per mobilitare i polacchi contro i russi. Nel 1918 lo Stato divenne indipendente e costituì la spina dorsale della nuova Seconda Repubblica Polacca riconosciuta a livello internazionale.
- Regno di Finlandia[15]
- Repubblica Democratica di Azerbaigian[16]
- Governatorato del Caucaso sud-occidentale[17] Era una repubblica provvisoria che fu fondata dalla minoranza turca nel Caucaso, dopo che l'Impero ottomano perse le sue terre in questa regione. Era il prodotto dei servizi segreti ottomani, la Teşkilat-ı Mahsusa, in termini di struttura organizzativa.

### La seconda guerra mondiale
Durante la seconda guerra mondiale le potenze dell'Asse, in particolare la Germania e il Giappone, stabilirono degli Stati fantoccio in alcuni dei territori conquistati.

#### In Europa
Alcune delle nazioni sconfitte dalla Germania nazista furono sottoposte a regimi fantoccio, col fine di formare un'Europa ideologicamente affine alle idee dell'Asse. L'Unione Sovietica, invece, instaurò dei regimi proni ai propri voleri tra il 1944 e il 1945, gettando così le basi per il Patto di Varsavia. Gli Stati fantoccio sviluppatisi nel corso della guerra furono:
- Repubblica Democratica Finlandese (1939-1940): Stato costituito dai sovietici nei territori strappati alla Finlandia durante la guerra d'inverno, che non si estese mai all'intero paese. Fu poi annessa direttamente all'URSS;[18]
- Slovacchia: sotto la guida del Partito Popolare Slovacco (1939-1944). Il Partito era un movimento nazionalista, con Monsignor Jozef Tiso prima ministro e poi Presidente della Repubblica; dal punto di vista giuridico la Slovacchia rimase formalmente indipendente, ma in pratica la sua politica e le sue scelte furono pesantemente condizionate dalla Germania a causa dell'enorme disparità economica e militare tra i due Stati;[19]
- Regime di Quisling: in Norvegia, dove Vidkun Quisling, che aveva già tentato un colpo di Stato durante l'invasione tedesca il 9 aprile 1940, fu nominato poi a capo del governo nel 1942 entrando in carica dal 1º febbraio 1943, e passando alla storia come il prototipo del collaborazionista;[20]
- Francia di Vichy: ufficialmente chiamato Stato francese, fu fondato poco dopo la vittoria tedesca sulla Francia in seguito all'armistizio del 22 giugno 1940 nella zona libera. Nel novembre 1942, la Germania invase la Francia di Vichy. Nonostante l'invasione, il regime di Vichy non fu sostituito da un governo militare e le autorità tedesche si limitarono a supervisionare e far rispettare le leggi con l'aiuto della Gestapo.[21]
- Montenegro: costituitosi a seguito della occupazione italiana del Montenegro tra il 1941 e il 1944.
- Croazia: sotto gli Ustasha di Ante Pavelić tra il 1941 e il 1945;[22]
- Stato ellenico: collaborazionista della Germania nazista e dell'Italia, creato dopo gli eventi dell'operazione Marita dell'aprile 1941.[23]
- Repubblica Sociale Italiana: instaurata dopo che il governo di Pietro Badoglio si ritirò dalle Potenze dell'Asse l'8 settembre 1943, e la Germania occupò l'Italia fondando una Repubblica formalmente sotto l'autorità di Mussolini, ma in realtà fortemente dipendente dalla Wehrmacht;[24][25][26][27][28]
- Lituania Centrale: costituitasi a seguito del c.d. ammutinamento di Żeligowski e gestita dalla Polonia sia quando era ancora in corso la guerra polacco-lituana che oltre;[29]
- Governo di unità nazionale: regime delle Croci Frecciate di Ferenc Szálasi in Ungheria dal 1944 al 1945;[30]
- Romania: di Re Michele I, che il 12 settembre 1944 firmò la resa separata con l'Unione Sovietica; l'Armata Rossa aveva occupato Bucarest due settimane prima, e il nuovo governo ostracizzò il primo ministro e Conducător Ion Antonescu, fedele alla causa tedesca, e dovette fornire 15 divisioni per combattere contro gli ex alleati dell'Asse, oltre a riconoscere la cessione della Bessarabia e della Bucovina settentrionale e a pagare un totale stimato in due miliardi di dollari all'Unione Sovietica[31]. Dopo la fine della guerra, la Romania aderì al Patto di Varsavia e si alleò con l'Unione Sovietica.

#### In Asia
Durante il periodo imperiale del Giappone, e in particolare durante la guerra del Pacifico, il Giappone stabilì un gran numero di Stati dichiarati indipendenti dal governo nipponico in un processo di decolonizzazione, ma che gli storici concordano nel definire "vassalli" poiché privi di reale autogoverno, perlomeno nel breve lasso di tempo in cui ebbero vita. I governi fantoccio del Giappone furono:
- Il Manchukuo (1932-1945), stabilito in Manciuria sotto il comando dell'ultimo Imperatore cinese Puyi;[1]
- Il Consiglio autonomo dell'Hebei orientale dal novembre 1935 al luglio 1937, comandato da Yin Ju-keng;[32]
- Il Mengjiang, dal 1937 al 1945, simile al Manchukuo, nella Mongolia interna;[33]
- Il Governo provvisorio della Cina dal 14 dicembre 1937 al 30 marzo 1940;
- Il Governo di Wang Jingwei dal 30 marzo 1940 al 1945, stabilito a Nanchino dai collaborazionisti sotto Wang Jingwei;[34]
- Lo Stato di Birmania (tra il 1942 e il 1945), con Capo di Stato Ba Maw;
- Il Governo dell'India Libera (dal 21 ottobre 1943 a metà del 1945) liberata dal dominio del Raj britannico con l'aiuto dell'esercito giapponese;[35][36]
- La Seconda Repubblica filippina (dal 1943 al 1945) sotto il governo collaborazionista di José P. Laurel;
- L'Impero del Vietnam (dal marzo all'agosto 1945) sotto il regime dell'imperatore Bảo Đại con Trần Trọng Kim come Primo Ministro dopo la proclamazione dell'indipendenza dalla Francia, con i collegati Regno del Laos, sotto re Sisavang Vong, e il Regno di Cambogia.[37]

## La guerra fredda
Durante la guerra fredda, diventò comune l'affermazione che ogni Stato era semplicemente un fantoccio nelle mani di una superpotenza, una tendenza che rifletté la visione che la guerra era solo un conflitto tra gli Stati Uniti d'America e l'Unione Sovietica. Ogni Stato che pertanto decideva di schierarsi con gli Stati Uniti d'America o con l'Unione Sovietica veniva pertanto definito fantoccio dell'uno o dell'altro. In linea con questo pensiero, fu coniato il termine "Impero sovietico", termine che dipingeva il blocco comunista come un potere centralizzato controllato da Mosca. Gli Stati Uniti d'America erano conosciuti come l'"impero yankee" in altre regioni del mondo, in particolare nell'America Latina. Questa definizione potrebbe essere però definita errata per quanto riguarda l'Impero Yankee dato che in più occasioni (come la crisi del canale di Suez o in generale l'esistenza di partiti comunisti nei vari Stati, come il PCI) le potenze dell'Occidente risultavano divise nelle scelte di politica interna ed estera e pertanto indipendenti le une dalle altre, tale da non giustificare l'idea di un potere assoluto degli USA sui loro alleati, cosa che invece era palese nel blocco guidato dall'URSS, come dimostra l'esito della rivoluzione ungherese del 1956 e la Primavera di Praga del 1968 (a cui seguì la dottrina Brežnev, che affermava esplicitamente la sovranità limitata dei paesi del Patto di Varsavia rispetto all'Unione Sovietica); tra gli Stati comunisti non definibili come vassalli della Russia si annoverano invece Cina, Vietnam e per certi versi Cuba (la cui politica dei fuochi rivoluzionari era ben poco gradita a Mosca), gli Stati africani legati a Mosca (Angola, Mozambico, Etiopia) e l'Albania ben prima che si schierasse con la Cina. Queste eccezioni sono accomunate da alcuni aspetti: divergenze ideologiche (per esempio quelle tra comunismo maoista e quello sovietico, anche prima della rottura del 1961), distanza territoriale dall'URSS (che rendeva l'intervento sovietico estremamente difficoltoso), forza militare autonoma, capacità del regime comunista di nascere in maniera autonoma dall'intervento sovietico (come a Cuba e in Jugoslavia prima della rottura di quest'ultima con Stalin). Anche all'interno del blocco sovietico più tradizionale non mancarono alcune differenze di vedute tra paesi del patto di Varsavia e Mosca, in particolare le posizioni della Romania e della Polonia nei tardi anni 1950, grazie soprattutto alla politica di distensione di Chruščëv rispetto ai suoi successori.

### I bantustan
Durante gli anni settanta e ottanta, quattro bantustan etnici, alcuni dei quali particolarmente frammentati al loro interno, furono separati dal Sudafrica e fu loro data sovranità formale. Due furono per il popolo Xhosa: Ciskei e Transkei, una per i Tswana (Bophuthatswana) e una per i Venda (Repubblica del Venda). Nessuno di questi Stati fu riconosciuto dalla comunità internazionale che li considerava entità legate alla politica dell'apartheid, e alla fine tutti e quattro i territori vennero reincorporati nel Sudafrica nel 1994.
Un esempio di accuse e contro accuse di essere uno Stato fantoccio, tipico della guerra fredda, può essere considerato quello dei governi della Corea del Nord e del Sud: entrambi hanno tacciato l'altro di essere uno Stato fantoccio, in modo da legittimare la pretesa di essere l'unica forma di potere esistente della penisola, mentre il rivale sarebbe stato solo una pedina in mano all'Unione Sovietica o agli Stati Uniti d'America.

## Il XXI secolo e la guerra al terrorismo
La guerra in Afghanistan nel 2001 e la guerra in Iraq del 2003 hanno portato a cambi di regime a favore degli USA in queste nazioni, facendo nascere accuse tra i critici di aver creato dei regimi fantoccio negli Stati invasi.
Spesso, d'altronde, i governi che prendono il potere dopo un intervento militare straniero sono spesso chiamati dai critici "governi fantoccio", come ad esempio il governo di Hamid Karzai nell'Afghanistan del dopo-talebani. Talvolta, queste accuse sono mosse per destabilizzare l'ordine politico del Paese o per incoraggiare un colpo di Stato.

### Stati fantoccio moderni

#### Turchia
- La Repubblica Turca di Cipro del Nord, controllata della Turchia;[38]

#### Russia
- La Repubblica di Abcasia, controllata della Russia e che sopravvive grazie al suo sostegno economico e militare;[39][40]
- La Repubblica dell'Ossezia del Sud, controllata della Russia e che sopravvive grazie al suo sostegno economico e militare;[40][41]
- La Repubblica Moldava di Pridnestrovie (Transnistria), controllata della Russia;[42]
- La Repubblica Popolare di Doneck, controllata dalla Russia;[43]
- La Repubblica Popolare di Lugansk, controllata dalla Russia;[44]

#### Armenia
- La Repubblica dell'Artsakh, controllata dall'Armenia. Nel 2015 la Corte europea dei diritti dell'uomo ha deliberato che la Repubblica dell'Artsakh e la sua amministrazione esistono in virtù del supporto militare, politico, finanziario e di altro tipo da parte dell'Armenia e, conseguentemente, l'Armenia esercita controllo effettivo sull'Artsakh e su parte dei territori circostanti.[45] A seguito dell'Offensiva azera nel Nagorno Karabakh del 2023, che ha visto l'assorbimento di tutto il territorio da parte dell'Azerbaigian, il 1º gennaio 2024 la Repubblica dell'Artsakh viene ufficialmente sciolta.

#### Algeria
- La Repubblica Democratica Araba dei Sahrawi, è ritenuto dal solo governo del Marocco uno Stato fantoccio controllato dall'Algeria.[46][47]

## Descrizione
Questo tipo di governo è una condizione più gravosa di quella di Stato satellite o di protettorato, ma meno intrusiva dell'occupazione militare o dell'annessione. Può essere istituito uno Stato vassallo in conseguenza a una sconfitta militare quando il vincitore non è abbastanza forte militarmente per imporre pieno controllo sullo sconfitto o non ha sufficiente popolazione per colonizzare i territori neo-acquisiti. Come compromesso viene deciso un tributo, dovuto dallo sconfitto al vincitore.
In uno Stato fantoccio è spesso implicata attività di collaborazionismo, ovvero la collaborazione con lo Stato dominante, ma viceversa un atteggiamento di collaborazione non sottintende necessariamente una subordinazione giuridica e può essere semplicemente dovuto a ragioni militari o politiche.

## Caratteristiche giuridiche
Un territorio viene definito regime fantoccio quando presenta le seguenti caratteristiche istituzionali:
- I centri vitali del territorio vengono occupati militarmente dalla potenza egemone;
- Il territorio viene organizzato tramite uno Stato locale legalmente distinto da quello della potenza egemone;
- Il governo locale possiede un Capo dello Stato autoctono formalmente nominato secondo procedure legali interne, ma in realtà giunto a tale carica per pressione diplomatica e/o militare della potenza egemone;
- Il governo locale viene legalmente riconosciuto come Stato sovrano dalla potenza egemone ed eventualmente dagli alleati della stessa (punto saliente di differenziazione con la condizione di protettorato),[50] ma tale condizione non viene riconosciuta dalla comunità internazionale (punto saliente di differenziazione con la condizione di Stato satellite), la quale considera la potenza egemone come giuridicamente responsabile per il territorio in questione[51].

## Uso politico del termine
Il termine è spesso utilizzato in maniera strumentale da persone di parte contrarie a un certo tipo di governo, in modo da screditarne il reale potere. Alcuni utilizzano anche il termine Stato/governo fantoccio per identificare la mancanza di legittimazione politica di un governo.